# Flughafen Rangun

i7
i11
i13
Der Internationale Flughafen Rangun (birmanisch ရန်ကုန်အပြည်ပြည်ဆိုင်ရာလေဆိပ်, IATA-Code: RGN, ICAO-Code: VYYY) befindet sich in Mingaladon, 15 Kilometer nördlich der Innenstadt von Rangun, und ist der wichtigste internationale Flughafen von Myanmar.

## Geschichte
Der Flughafen wurde 1947 von der städtischen Flughafenbehörde auf einem ehemaligen Flugplatz aus dem Zweiten Weltkrieg gebaut. Die herrschende Militärregierung vernachlässigte den Flughafen aber mehr und mehr, sodass dieser nicht mehr den internationalen Anforderungen entsprach.
Ein Renovierungsprogramm, das im April 2003 ins Leben gerufen wurde, führte dazu, dass ein neues Terminal gebaut und die Start- und Landebahn auf 3414 Meter verlängert wurde. Das neue Terminal wurde im Mai 2007 eröffnet. Nun kann der Flughafen bis zu fünf Flugzeuge pro Stunde und 2,7 Millionen Passagiere pro Jahr abfertigen. Eine neue Bahn für schwerere Flugzeuge befindet sich noch im Bau. 
Das alte Terminal ist ausschließlich für Inlandsflüge gedacht, das neue für internationale Flüge.

### Das neue Terminal
Das neue Terminal war Teil eines umfassenden Renovierungsprogramms, welches im April 2003 in Angriff genommen und im Mai 2007 fertiggestellt wurde. In dem neuen Terminal können 900 ankommende und abfliegende Passagiere gleichzeitig abgefertigt werden. Die von 2467 m auf 3414 m verlängerte Startbahn lässt nun auch den Betrieb von Boeing 747-400 zu. Der Kostenaufwand für die Sanierung und den Bau betrug ungefähr 30 Millionen US-Dollar, um die IATA-Service-Standards und die ICAO-Sicherheitsstandards zu erfüllen. Zu den anderen bemerkenswerten Eigenschaften des Terminals zählen: 
- Ein separates Stockwerk für ankommende und abfliegende Fluggäste zur Minderung der Verkehrsüberlastung
- Automatisiertes Gepäckabfertigungssystem mit integriertem Check-in-System
- Vier Luftbrücken, um eine Boeing 747 abfertigen zu können
- Spezial-Lounges für die Nutzung durch Regierungsvertreter und Geschäftsleute
- Zweigeschossiges Parkhaus mit Platz für 340 Fahrzeuge

### Der neue Flughafen
Etwa 80 km von Rangun entfernt sollte bis 2018 der neue Hanthawaddy-Flughafen für jährlich 12 Millionen Passagiere entstehen. Bedingt durch finanzielle Engpässe sowie Uneinigkeit über die endgültige Kapazität wurde der Vertrag mit einem Konsortium rund um die Betreibergesellschaft des Flughafens Incheon jedoch aufgelöst und im Februar 2014 eine neue, 1,45 Mrd. US-$ schwere Ausschreibung platziert, welche ein japanisch-singapurisches Konsortium für sich entscheiden konnte. Die Fertigstellung des neuen Flughafens wird aktuell für 2022 angestrebt.

## Zwischenfälle
- Am 25. März 1978 verlor eine Fokker F-27-200 Friendship der Burma Airways (Luftfahrzeugkennzeichen XY-ADK) nach dem Start vom Flughafen Rangun an Höhe. Sie streifte Bäume 16 Kilometer nördlich des Flughafens und stürzte in ein Reisfeld. Alle 48 Insassen, 4 Besatzungsmitglieder und 44 Passagiere, kamen ums Leben. Es war der schwerste Unfall im Umfeld des Flughafens (Stand Februar 2021). Das Flugzeug wurde zerstört.[3]

- Am 11. Oktober 1987 wurde eine Fokker F-27-500 Friendship der Burma Airways (XY-AEL) beim Anflug auf den Flughafen Rangun in einen 460 Meter hohen Hügel 25 Kilometer südlich von Hpa-an geflogen. Bei diesem CFIT (Controlled flight into terrain) wurden alle 49 Insassen, 4 Besatzungsmitglieder und 45 Passagiere, getötet. Das Flugzeug wurde zerstört. Nur knapp 4 Monate zuvor waren bei einem ähnlichen Unfall der Burma Airways 48 Menschen getötet worden.[4]

- Am 3. Februar 1989 flog eine Fokker F-27-600 Friendship der Burma Airways (XY-AEK) beim Start vom Flughafen Rangun in eine Nebelbank ein. Die Maschine drehte nach links, kollidierte 150 Meter links vom Startbahnende mit einem Baum und flog in einem Winkel von nur 3 Grad in den Boden. Das Flugzeug fing Feuer und wurde zerstört. Dabei wurden 26 der 29 Insassen getötet, 3 Besatzungsmitglieder und 23 Passagiere.[5]

- Am 6. Oktober 1993 überrollte eine Fokker F-27-600 Friendship der Myanma Airways (XY-AEP) bei der Landung auf dem Flughafen Rangun das Ende der Landebahn um 80 Meter und kam am Ufer eines kleinen Flusses zum Stehen. Das Flugzeug wurde irreparabel beschädigt. Alle 45 Insassen überlebten.[6]